# Aleksej Nikolaev
Aleksej Valer'evič Nikolaev (in russo Алексей Валерьевич Николаев?; Mosca, 1º agosto 1971) è un arbitro di calcio russo.

## Carriera
Dopo un passato da calciatore, ha intrapreso la carriera arbitrale nel 1987. Nel 2002 è approdato nella massima serie russa, e cinque anni dopo, il 1º gennaio del 2007, è stato nominato internazionale.
Nel 2008 ha fatto il suo esordio in una gara tra nazionali maggiori, dirigendo un incontro tra Serbia e Fær Øer, terminato 2-0 e valido per le qualificazioni ai mondiali del 2010. In precedenza aveva diretto gare di qualificazione a vari tornei di nazionali giovanili, e turni preliminari di Coppa UEFA ed Intertoto.
Nel 2009 ha ottenuto per la prima volta la designazione per alcune partite della fase a gironi dell'Europa League, e successivamente (nel febbraio 2010) ha diretto anche un sedicesimo di finale.
L'esordio nella fase a gironi della UEFA Champions League è invece datato 14 settembre 2010: in questa occasione ha diretto un match tra i portoghesi del Benfica e gli israeliani dell'Hapoel Tel Aviv.
Nella stessa stagione sportiva fa anche il suo esordio nella fase ad eliminazione diretta della stessa competizione, dirigendo per la prima volta l'andata di un ottavo di finale, nel febbraio 2011, tra gli spagnoli del Valencia CF e i tedeschi dello Schalke 04.
Nel giugno 2011 è convocato in vista del Campionato mondiale di calcio Under-17 in programma in Messico, di cui dirige la semifinale tra Brasile e Uruguay.
Dopo essere stato arbitro Elite (la categoria UEFA più importante) nel corso dell'anno solare 2011, dal 1º gennaio 2012 viene declassato nella terza fascia di merito.

### Fonti
- Sito della FIFA, su FIFA.com.
- Sito della UEFA, su UEFA.com.
- Profilo su wordfootball.net, su ita.worldfootball.net.
- Profilo da WorldReferee [collegamento interrotto], su worldreferee.com.
- Elenco degli incontri diretti da WorldReferee, su worldreferee.com. URL consultato il 18 ottobre 2010 (archiviato dall'url originale il 2 gennaio 2009).